# IC 2082
IC 2082 هو اصطدام مجري، يقع في كوكبة أبو سيف (كوكبة)￼￼، يقدر بعده عن مجرة درب التبانة بنحو 544 مليون سنة ضوئية ويقدر قطره بحوالي 210 ألف سنة ضوئية.

## روابط خارجية
- IC 2082 على موقع ويكي سكاي: DSS2, SDSS, GALEX, IRAS, Hydrogen α, X-Ray, Astrophoto, Sky Map, Articles and images